# John Michael Greer
Pour les articles homonymes, voir Greer.
 (février 2016).
 (juin 2021).
Le contenu est difficilement compréhensible vu les erreurs de traduction, qui sont peut-être dues à l'utilisation d'un logiciel de traduction automatique.
 (juin 2021).
John Michael Greer, né à Bremerton (État de Washington) en 1962, est un écrivain et néodruide américain. Il est Grand Archidruide de l'Ancient Order of Druids in America et est connu pour son action dans le domaine du pic pétrolier à travers les ouvrages The Wealth of Nature: Economics As If Survival Mattered (La fin de l'abondance:L'économie dans un monde post-pétrole, Écosociété), After Oil: SF Visions Of A Post-Petroleum World; et dans le domaine de la critique du Progrès avec Not the Future We Ordered: The Psychology of Peak Oil and the Myth of Eternal Progress (2013), After Progress: Reason and Religion at the End of the Industrial Age (2015).

## Vision sur l'économie post-pétrole
John Michael Greer a une vision très perplexe par rapport à la vie « dans un monde post-pétrole ». En effet, John Michael Greer critique énormément la notion de progrès mais il est aussi sceptique à l’égard de celle de l'effondrement économique. Pour lui, les énergies pouvant remplacer les énergies fossiles à long terme n'existe pas. Aucune source d'énergie alternative ne pourra offrir un rendement aussi élevé que les énergies fossiles. Pour lui, les économistes ne sont pas près pour l'après pétrole.

## Autres points de vue de John Michael Greer
Voici des résumés des points de John Michael Greer dans certaines de ses publications.

### Paths of Wisdom
Le livre "Paths of Wisdom" de John Michael Greer introduit la "Cabale magique" (The magical Cabala en anglais). Ce livre couvre tous les aspects de celle-ci
- L'arbre de la vie (The tree of life)
- Les chemins de l'arbre (The path of tree)
- Les quatre mondes (The four worlds)
- Macrocosme et Microcosme (Macrocosm and Microcosm)
- Le chemin de la création, haut et bas (the path of creation)

Le livre passe à travers tous les aspects de la cabalistique. Il y a même des informations sur la cabale magique qu'il n'y a nulle part ailleurs. John Michael Greer montre ce concept à travers la méditation, les rituels, le cheminement et la contemplation mystique (mystic contemplation).[pas clair]

### Circles of Power
Le livre Circles of Power de John Michael Greer reprend le système de « Golden Dawn ». Le « Golden Dawn » est une école britannique consacrée à l’étude des sciences occultes, leur organisation, à leur systématisation et à leur enseignement. Plus loin dans le texte, il parle d'une certaine magie qui lui permettra d'obtenir 7 compétences.
- L'invocation et le bannissement
- Exercices du pilier
- Travailler avec des outils magiques
- Fabriquer/utiliser des talismans
- Invisibilité et transformation
- Développement spirituelle
- La formule de l'équinoxe

### En anglais
- (en) Paths of Wisdom
- (en) Circles of Power
- (en) Inside a Magical Lodge
- (en) Earth Divination, Earth Magic : A Practical Guide to Geomancy
- (en) Encyclopedia of Natural Magic
- (en) A World Full of Gods:  An Inquiry into Polytheism
- (en) Learning Ritual Magic: Fundamental Theory and Practice for the Solitary Apprentice —  (avec Clare Vaughn et Earl King)
- (en) The New Encyclopedia of the Occult
- (en) Academy of the Sword
- (en) The Druidry Handbook:  Spiritual Practice Rooted in the Living Earth
- (en) The Element Encyclopedia of Secret Societies and Hidden History
- (en) Pagan Prayer Beads: Magic and Meditation with Pagan Rosaries, Red Wheel/Weiser, 2007
- (en) The Long Descent: A User's Guide to the End of the Industrial Age, New Society Publishers, septembre 2008 (ISBN 978-0-86571-609-4)
- (en) The Fires of Shalsha, Starseed Press, janvier 2009
- (en) The Art And Practice Of Geomancy: Divination, Magic, and Earth Wisdom of the Renaissance, Weiser, février 2009 (ISBN 978-1578634316)
- (en) The UFO Phenomenon: Fact, Fantasy and Disinformation, Llewellyn Publications, mars 2009
- (en) The Spirit and the Sword: A Western Way of Swordmanship, The New Hermetics Press, mai 2009
- (en) The Ecotechnic Future: Envisioning a Post-Peak World, New Society Publishers, octobre 2009
- (en) Secrets of the Lost Symbol: The Unauthorized Guide to Secret Societies, Hidden Symbols & Mysticism, Llewellyn Publications, janvier 2010
- (en) The Wealth of Nature: Economics As If Survival Mattered, New Society Publishers, 2011 (ISBN 978-0-86571-673-5)
- (en) The Druid Grove Handbook: A Guide to Ritual in the Ancient Order of Druids in America, Lorain Press, mai 2011 (ISBN 978-0979170089)
- (en) The Druid Revival Reader, Llewellyn Publications, 29 juillet 2011 (ISBN 978-0983742203)
- (en) Apocalypse Not: Everything You Know about 2012, Nostradamus and the Rapture Is Wrong, Viva Editions, septembre 2011

- (en) Mystery Teachings from the Living Earth: An Introduction to Spiritual Ecology, Weiser Books, 1er avril 2012 (ISBN 978-1578634897)
- (en) The Blood of the Earth: An Essay on Magic and Peak Oil, Scarlet Imprint, mai 2012
- (en) After Oil: SF Visions Of A Post-Petroleum World, Founders House Publishing LLC, octobre 2012
- (en) Not the Future We Ordered: The Psychology of Peak Oil and the Myth of Eternal Progress, Karnac Books, février 2013 (ISBN 978-1-78049-088-5)
- (en) Astral High Magic: De Imaginibus of Thabit Ibn Qurra (traduction), lulu.com, mars 2013
- (en) The Gnostic Celtic Church: A Manual and Book of Liturgy, Lorian Press, avril 2013 (ISBN 978-1939790057)
- (en) The Celtic Golden Dawn: An Original & Complete Curriculum of Druidical Study, Llewellyn, avril 2013 (ISBN 978-0738731551)
- (en) Green Wizardry: Conservation, Solar Power, Organic Gardening, and other Hands-On Skills from the Appropriate Tech Toolkit, New Society Publishers, septembre 2013 (ISBN 978-0865717473)
- (en) Decline and Fall: The End of American Empire and the Future of Democracy in 21st Century America, New Society Publishers, avril 2014
- (en) Star's Reach: A Novel Of The Deindustrial Future, Founders House Publishing LLC, 19 avril 2014 (ISBN 978-0984376476)
- (en) Twilight's Last Gleaming, Karnac Books, 1er novembre 2014 (ISBN 978-1782200352)
- (en) After Progress: Reason and Religion at the End of the Industrial Age, New Society Publishers, 2015 (ISBN 978-0865717916)

### Traductions en français
- La fin de l'abondance : L'économie dans un monde post-pétrole [« The Wealth of Nature: Economics As If Survival Mattered »]  (trad. de l'anglais), Montréal/Escalquens, Écosociété, 2013, 236 p. (ISBN 978-2-89719-054-5)